# NGC 4909
NGC 4909 ist eine ringförmige Spiralgalaxie vom Hubble-Typ Sa im Sternbild Zentaur am Südsternhimmel. Sie ist schätzungsweise 143 Millionen Lichtjahre von der Milchstraße entfernt und hat einen Durchmesser von etwa 85.000 Lj.
Das Objekt wurde am 5. Juni 1834 von John Herschel mit einem 18-Zoll-Spiegelteleskop entdeckt,  der sie dabei mit „eF, precedes 3 or 4 stars, 11..12th mag.“ beschrieb.